# La Pedrera (Rocha)
Ne doit pas être confondu avec La Pedrera (Rivera) ou La Pedrera (Amazonas).
La Pedrera est une ville et une station balnéaire de l'Uruguay située dans le département de Rocha. Sa population est de 165 habitants.
La ville possède des plages sur l'océan Atlantique.

## Population
| Année | Population |
| ----- | ---------- |
| 1963  | 48         |
| 1975  | 64         |
| 1985  | 65         |
| 1996  | 115        |
| 2004  | 165        |

,

## Gouvernement
Le maire (alcalde) de la ville est Alcides Perdomo.